# فيساريون بلنسكي
فيساريون جريجوريفيتش بِلينسكي (11 يونيو 1811 - 7 يونيو 1848) (الروسية: Виссарио́н Григо́рьевич Бели́нский) هو ثوري وناقد أدبي وعالم جمال روسي. ولد بِلينسكي في سفيابورج في أسرة طبيب، ودرس الأدب في جامعة موسكو من 1829 حتى 1832، ثم التحق عام 1833 بمجلة «تلسكوب» التي نشرت أول مقالة هامة له، وتولى تحرير مجلة «موسكوفسكي نابلوداتِل» (مراقب موسكوبي)، ثم انتقل عام 1839 إلى مدينة سان بطرسبورج وعمل في مجلة «اوتييتشستفنّيه زابيسكي» (مفكرة الوطن)، وفي 1846 أصبح الناقد الرئيسي لمجلة «سفريمنّيك»، وانتقد بلينسكي في مقال له «رسالة إلى غوغل» حكم الأقلية والكنيسة الاورثوذكسية. وعارض الرواية الرومانسية ودعا إلى الواقعية.

## السيرة الشخصية
وُلد في سوومنلينا (جزء من هلسنكي الآن)، وعاش فيساريون بِلينسكي في بلدة تشيمبار (اسمها الآن بلينسكي في منطقة بلينسكي، بانزا أوبلاست) وفي بانزا، حيث درس في المدرسة الثانوية (1825-1829). كان طالبًا في جامعة موسكو بين الأعوام 1829 و1832. ونشر في موسكو أوائل مقالاته المشهورة.
ذهب بلنسكي في عام 1839 إلى سانت بطرسبرغ، روسيا، حيث أصبح ناقدًا محترمًا ومحررًا لمجلتين أدبيتين كبيرتين: أوتشيستفيني زابسكي («مذكرات الوطن»)، وسوفرمينيك («المعاصر»). عمل بلينسكي في كلا المجلتين مع نيكولاي نيكراسوف الأصغر منه سنًا.
كان مختلفًا عن أغلب المفكرين الروس من ثلاثينيات وأربعينيات القرن التاسع عشر. كان ابن طبيب قروي، ولم يكن أرستقراطيًا ثريًا. كان معنى حقيقة كون بلنسكي محرومًا نسبيًا، من بين التأثيرات الأخرى، أنه كان متعلمًا بشكل ذاتي بالدرجة الأولى؛ كان هذا جزئيًا بسبب طرده من جامعة موسكو لنشاطه السياسي. كان بلينسكي محترمًا بشكل أقل لمهارته الفلسفية وأكثر لالتزامه العاطفي وحماسه. كان يحب أن يقول «بالنسبة لي، التفكير، والإحساس، والفهم، والمعاناة هم شيء واحد ونفس الشيء»، كان هذا، بالطبع، وفيًا للمثالية الرومانتيكية، وإلى المعتقدات التي تقول إن الفهم لا يأتي فقط من مجرد التفكير (المنطق)، ولكن من الفطنة البديهية كذلك. وقد غزت هذه التركيبة من التفكير والإحساس حياة بلنسكي.
فكريًا، أيَّد بلنسكي، بشغف فكري وأخلاقي استثنائي، القيمة المركزية لأغلب نخبة وسترنايزر المثقفة: مفهوم الذات الفردية، شخص (ليتشنوست (личность))، التي تجعل الناس بشرًا، وتمنحهم الكرامة والحقوق. وبهذه الفكرة (التي توصل إليها من خلال الصراع الفكري المعقد) واجه العالم من حوله مسلحًا ليخوض معركة. تبنى الكثير من التفكير الفلسفي بين المثقفين الروس، ومن ضمنه الفلسفة الجافة والمجردة للمثاليين الألمان وأتباعهم الروس. وعلى حد تعبيره، «ما شأني إن كانت الكليات موجودةً عندما تعاني الشخصية الفردية ] ليتشنوست«[. أو: «مصير الفرد، مصير الشخص، أكثر أهميةً من مصير العالم بأكمله». وكذلك استنادًا إلى هذا المبدأ، بنى بيلنسكي نقدًا موسعًا للعالم من حوله (خاصةً العالم الروسي). انتقد الأوتوقراطية والقنانة بمرارة (بمثابة «السحق على كل شيء حتى لو كان بشريًا أو نبيلًا قليلًا») ولكن أيضًا الفقر، والدعارة، السكر، البرود البيروقراطي، والقساوة تجاه من هم أقل قوةً (من ضمنهم النساء).
عمل بلنسكي ناقدًا أدبيًا أغلب حياته القصيرة. وكانت كتاباته عن الأدب لا تنفصل عن أحكامه الأخلاقية. اعتقد بلنسكي أن مجال الحرية الوحيد في حكم نيكولاس الأول الاستبدادي كان من خلال الكلمة المكتوبة. ما أراده بلنسكي أكثر من أي شيء من عمل أدبي كان «الحقيقة». وكان معنى هذا ليس فقط تحقيق تمثيلٍ عن الحياة الحقيقية (كره أعمال الخيال المجرد، أو الهروب، أو الجمالية)، ولكنه كان ملتزمًا أيضًا بالأفكار«الحقيقية» - الموقف الأخلاقي الصحيح (كان ذلك يعني بالإضافة إلى كل شيء اهتمامًا بكرامة الأفراد): كما قال لنيقولاي غوغول (في رسالة مشهورة) عامة الناس «مستعدون دائمًا لمسامحة كاتب على كتاب سيئ (بمعنى أنه سيئ جماليًا)، ولكنهم لن يسامحوه أبدًا على كتاب ضار (سيئ فكريًا وأخلاقيًا)». نَظر بلنسكي إلى كتاب غوغول الأخير، مراسلات مع الأصدقاء، على أنه ضار لأنه نبذ الحاجة إلى «إيقاظ  حس الكرامة البشرية لدى الناس، وداس على الطين والقذارة لقرون عديدة». قرأ فيودور دوستويفسكي رسالة بلنسكي بصوت عالٍ في العديد من المناسبات العامة، والتي دعت إلى إنهاء القنانة. جُمِّعت صحافة سرية لطباعة وتوزيع رسالة بيلينسكي. واعتُقل دوستويفسكي لهذه الجرائم، أُدين وحُكم عليه بالإعدام عام 1849، وهو الحكم الذي خُفف لاحقًا إلى 4 أعوام من السجن في معسكرات اعتقال سيبيريا.

## مؤلفاته
- الأماني الأدبية (مقالة، نشرت في مجلة تلسكوب 1834).
- رسالة إلى غوغل (يوليو، 1847).

## روابط خارجية
- فيساريون بلنسكي على موقع الموسوعة البريطانية (الإنجليزية)